# Csillagporos emlékek
A Csillagporos emlékek (eredeti cím: Stardust Memories) 1980-as amerikai fekete-fehér filmvígjáték-dráma Woody Allen rendezésében. A főbb szerepekben Allen, Charlotte Rampling, Jessica Harper és Marie-Christine Barrault látható. Sharon Stone is megjelenik egy kisebb szerepben, akinek ez volt az első filmes alakítása. Fellini 8½ című filmjének paródiája.
Allen szerint a projekt nem önéletrajzi film, és sajnálatát fejezte ki azok iránt, akik annak tartják. A maga által készített legjobb filmek közé sorolja, olyan filmekkel együtt, mint a Kairó bíbor rózsája és a Match Point.
Egy filmrendező, aki egy retrospektív kiállításon vesz részt, felidézi életét és szerelmeit: filmjeinek ihletőit.

## Cselekmény
A neves filmrendező, Sandy Bates szakmai változáson van túl, pályája elején főként vígjátékokat rendezett, most pedig komolyabb filmeket szeretne készíteni, hogy az élet értelmét, leginkább a sajátjáét feltárhassa. A legtöbben végig harcolnak ellene, beleértve a moziba járó közönséget is, akik folyamatosan azt mondják neki, hogy szeretik a filmjeit, különösen a korábbi vígjátékokat, míg a stúdió vezetői megpróbálnak komikus elemeket beilleszteni a jelenleg készülő filmjébe.
Vonakodva beleegyezik, hogy részt vegyen egy hétvégi filmfesztiválon, ahol a filmjeit bemutatják. A rengeteg felkérés ellenére tovább tud gondolkodni az életéről, amikor a vetítés utáni kérdezz-felelek során válaszol a kérdésekre.
Külön reflektál a szerelmi életére is, amikor váratlanul felbukkan jelenlegi barátnője, a házasságban élő Isobel. Jack Abel nevű kolumbiai professzor barátjával, a fesztivál résztvevőjével elkezd beleszeretni Daisy-be, aki Dorrie-ra emlékezteti, egy korábbi neurotikus barátnőjére, akit ő minden bizonnyal a sajnálatos módon elszökött barátnőjének tart.

## Szereplők
- Woody Allen: Sandy Bates
- Charlotte Rampling: Dorrie
- Jessica Harper: Daisy
- Marie-Christine Barrault: Isobel
- Tony Roberts: Tony
- Daniel Stern: színész
- Amy Wright: Shelley
- Helen Hanft: Vivian Orkin
- John Rothman: Jack Abel
- Anne De Salvo: Sandy nővére
- Leonardo Cimino: Sandy pszichoanalitikusa
- Sharon Stone: csinos lány a vonaton
- Jack Rollins: a stúdió egyik embere
- Judith Roberts: énekesnő
- Candy Loving: Tony barátnője
- Brent Spiner: rajongó
- Judith Crist: a kabaré egyik résztvevője
- Irwin Keyes: rajongó a hotel előtt
- Bonnie Hellman: rajongó a hotel előtt
- Cynthia Gibb: rajongó
- Annie Korzen: nő a jégkrémesnél
- Largo Woodruff: ufóhívő
- James Otis: ufóhívő
- Alice Spivak: szülésznő a kórházban
- Armin Shimerman: a temetés egyik résztvevője
- Laraine Newman: a filmstúdió egyik vezetője (nem szerepel a neve a stáblistán)
- Louise Lasser: Sandy titkárnője (nem szerepel a neve a stáblistán)
- The Jazz Heaven Orchestra: Joe Wilder, Hank Jones, Richie Pratt, Arvell Shaw és Earl Shendell
- William Zinsser: katolikus pap

## A film készítése
A forgatási helyszínek közé tartoznak:
- Asbury Park, New Jersey, USA
- Belmar, New Jersey, USA
- Deal, New Jersey, USA
- Hoboken, New Jersey, USA
- Neptune City, New Jersey, USA
- Ocean Grove, New Jersey, USA[8]

Az MGM 2000-es DVD-kiadásának ismertetőjéből: „Az 1979 őszén forgatott Stardust Memories úgy tűnhet, mintha egy viktoriánus stílusú tengerparti szállodában játszódna, de valójában az Ocean Grove Great Auditoriumban és a New Jersey-i Metodista Episzkopális Konferencia Központban és Koncertteremben forgatták. A helyszínek nagy részét, beleértve a hálószobai jeleneteket is, egy üresen álló Sears Roebuck épületben vették fel, de a stáb egy régi vonatot is újjáépített a harlemi Filmways stúdióban. A vasúti kocsik mozgásának reprodukálása érdekében az egész vonatot emelőkre szerelték, és óvatosan ide-oda tologatták.”

## Fogadtatás

### Bevételi adatok
1980. szeptember 26-án debütált Észak-Amerikában. A nyitóhétvégén 29 moziban 326 779 dollárt (11 268 dollárt vetítésenként) hozott. A film a bemutató végére összesen 10 389 003 dollárt gyűjtött a 10 milliós költségvetésével szemben.

### Kritikai visszhang
A film vegyes kritikákat kapott. A Rotten Tomatoes oldalán 68%-on áll, és 6,7 pontot szerzett a tízből, 28 kritika alapján. Janet Maslin szerint "ez Allen legprovokatívabb műve, amelyik heves vitát válthat ki az emberekből". Roger Ebert két csillaggal értékelte a négyből, és csalódásnak nevezte. Gene Siskel két és fél csillaggal értékelte a négyből, kritikája szerint "nincs valami nagy cselekménye a filmnek". A Los Angeles Times kritikusa, Charles Champlin viszont pozitívan értékelte, "extrém viccesnek és extrém megragadónak" nevezte. A The New Yorker kritikusa, Pauline Kael szerint a film során "ugyanazt kapjuk; olyan, mintha egy körforgást néznénk. A Csillagporos emlékek nem tűnik filmnek, de még filmre vett esszének sem; ez semmi."
A The Daily Telegraph két kritikusa, Robbie Colin és Tim Robey a tizedik legjobb Allen-filmnek nevezték. Az IndieWire kritikusa, Sam Fragoso szintén Allen egyik legjobb filmjének nevezte. A Time Out magazin szavazásán a 16. legjobb Allen-filmnek választották.
2013-ban a The Guardian olvasói a nyolcadik legjobb Allen-filmnek választották meg.

## Fordítás
- Ez a szócikk részben vagy egészben  a   Stardust Memories című angol Wikipédia-szócikk fordításán alapul.  Az eredeti cikk szerkesztőit annak laptörténete sorolja fel. Ez a jelzés csupán a megfogalmazás eredetét és a szerzői jogokat jelzi, nem szolgál a cikkben szereplő információk forrásmegjelöléseként.